# Troy Brosnan
Troy Brosnan (Adelaida, 13 de julio de 1993) es un deportista australiano que compite en ciclismo de montaña en la disciplina de descenso. Ganó tres medallas en el Campeonato Mundial de Ciclismo de Montaña entre los años 2014 y 2021.

## Medallero internacional
| Campeonato Mundial | Campeonato Mundial            | Campeonato Mundial | Campeonato Mundial |
| Año                | Lugar                         | Medalla            | Competición        |
| ------------------ | ----------------------------- | ------------------ | ------------------ |
| 2014               | Hafjell/Lillehammer (Noruega) | Medalla de bronce  | Descenso           |
| 2019               | Mont-Sainte-Anne (Canadá)     | Medalla de plata   | Descenso           |
| 2021               | Val di Sole (Italia)          | Medalla de bronce  | Descenso           |